# 100円朝食
100円朝食（ひゃくえんちょうしょく）とは、大学が学生生活支援の一環として、学生食堂などにおいて100円で朝食を提供するサービスのことを指す。
日本の私立大学で導入されており、慶應義塾大学が発祥。その後立命館大学で大規模な取り組みがスタートしたことを機に、全国の大学で導入が拡がっている
。

## 概説
朝食を摂らないことで生活リズムが乱れたり、不規則な食生活が原因で体調を崩してしまう、といった学生の健康管理や生活習慣を、朝食を摂ることを通じて改善し、学業に専念できる状態を維持することを目的としている。

## 発祥
慶應義塾大学学生健康保険互助組合の学生健康保険委員会が企画し、2006年10月に日吉キャンパスで無料朝食サービスとして試験的に実施したのが始まり。その後朝食100円サービスとして定期的に行われるようになり、全国の大学へ普及していった。
その後、立命館大学が同大学に在籍する学部生の保護者によって組織される父母教育後援会と協力して、提供を始めた。同大学では2013年10月21日から11月1日に実験的な提供を行い、学生に大変好評であったことから、当初2014年4月から全面導入する予定だったスケジュールを前倒しして、2013年12月から衣笠キャンパス（京都市北区）、びわこ・くさつキャンパス（滋賀県草津市）の両キャンパスで全面的に導入した。その後開校した大阪いばらきキャンパス（大阪府茨木市）でも導入している。

## 普及
慶應義塾大学での例を機に全国的に普及し、その後、立命館大学での成功事例から再び注目を集めるようになった。
100円朝食の取り組みは国公私立を問わず全国の大学へ急速に広がっている。なお、慶應義塾大学は現在、限定的な無料化を実施している。

## 効果
2016年5月から100円朝食を提供し始めた名城大学天白キャンパス（名古屋市天白区）では、朝食利用者が約8倍に増えた。健康管理や遅刻防止、1限目の出席率向上という狙い通りの効果が出ており、当初は同年8月2日までとしていた期間の延長も検討した。現在も継続し実施されている。同大学によると、100円の「ワンコイン朝食」は、下宿生が多い関東や関西の大学の一部で実施しているが、地元出身の学生が比較的多い東海地方では珍しいという。

## その他
龍谷大学（京都市伏見区）では、同大生協と連携して2021年6月21日から8月3日まで、1人暮らしの学生を対象に100円で夕食を提供する『百縁夕食』を実施した。夕食の前後にサークル相談会や授業相談会を実施し、仲間作りや学業もサポートするなど、心身の健康に寄り添うユニークな取り組みとなった。『百縁夕食』は、深草キャンパス（京都市伏見区）と瀬田キャンパス（滋賀県大津市）で事前申込制で実施。一食450円の献立を350円分は大学が負担した。管理栄養士が栄養バランスを考え、野菜100グラムを摂取できるように工夫した。

## 100円朝食を提供している主な大学
長岡技術科学大学 / 立命館大学 / 関西大学 / 名城大学 / 駒澤大学 / 医療創生大学 / 白鷗大学 / 福岡大学 / 九州産業大学 / 福岡工業大学 / 駿河台大学 / 甲南大学 / 近畿大学 / 京都産業大学 / 神戸学院大学 / 同志社女子大学 / 専修大学 / 東京都市大学 / 東京経済大学 / 帝京大学 / 拓殖大学 / 明治大学 / 法政大学 / 大阪電気通信大学 / 北海道科学大学 / 北海道薬科大学 / 文教大学 / 上智大学 / 慶應義塾大学 / 同志社大学 / 早稲田大学 / 創価大学など